# Lasiochlamys planchonellifolia
Espèce
Synonymes
- Xylosma planchonellifolia Guillaumin (basionyme)[1]

Lasiochlamys planchonellifolia est une espèce de plantes à fleurs de la famille des Salicaceae et du genre Lasiochlamys, endémique de Nouvelle-Calédonie. L'espèce est protégée.

## Taxonomie
L'espèce est décrite en premier en 1953 par André Guillaumin, qui la classe dans le genre Xylosma sous le nom binomial Xylosma planchonellifolia Guillaumin (basionyme). Elle est ensuite déplacée par Hermann Otto Sleumer en 1974 dans le genre Lasiochlamys sous le nom correct Lasiochlamys planchonellifolia.

## Description
C'est un arbrisseau ou arbuste élancé, à rameaux portant des entre-nœuds courts ; l'écorce est craquelée, couverte de lenticelles éparses. Les feuilles sont coriaces, lancéolées ou spathulées, arrondies au sommet, en coin à la base ; le bord est entier et un peu révoluté. Les fleurs sont blanches en fascicules ou en petites grappes de 2–6 fleurs. Les fruits sont ovoïdes ; ils contiennent 2 à 4 graines. La floraison et la fructification ont lieu d'octobre à mars.

## Habitat et répartition
Cette espèce est commune dans tout le Sud de la Grande Terre (Nouvelle-Calédonie). Elle pousse en sous-bois de la forêt dense et dans le maquis minier à moyenne et en altitude, sur sol plus ou moins profond, sur substrat ultramafique.

## Publication originale
- (en) H. Sleumer, « A concise revision of the Flacourtiaceae of New Caledonia anf the Loyalty Islands », Blumea: Biodiversity, Evolution and Biogeography of Plants, vol. 22, no 1,‎ 1er janvier 1974, p. 129 (ISSN 2212-1676, lire en ligne, consulté le 8 janvier 2021)